# ハイソサエティー (バンド)
ハイソサエティーは、過去に芸能事務所の「ジャニーズ事務所」に所属していたバンドグループである。 ジャニーズやフォーリーブスのバックバンドとして活動した。 このグループ名は、ジャニーズ事務所の副社長・メリー喜多川の夫であり作家の、藤島泰輔の1965年発表の小説『日本の上流社会―高貴なる秘境を探検する』に由来する。 愛称は「ハイソ」。 後に「スーパーエイジス」と「アニメーション」の2つのバンドに枝分かれしていった。

## メンバー
- 高橋洋一（リーダー。キーボード・リードギター）
愛称・洋ちゃん。1953年11月1日生まれ。東京都渋谷区出身。尚、ハイソサエティーからスーパーエイジスに至るまで他のメンバーが幾度も変わる中、一番長い間所属していたメンバー。ジャニーズ事務所の一番目グループだったジャニーズのメンバーとも交流がある。ジャニーズ、フォーリーブス（江木俊夫とは中学校が同じ）、郷ひろみ等多くの音楽監督を務めた。
ボストンから帰国後は、たのきん3球コンサートやタケカワユキヒデ等の音楽監督を務めた。ジャニーズ事務所では珍しく本格派な音楽家として後に多くのCMやテレビドラマ（NHK連続テレビ小説『京、ふたり』等）の音楽担当をした。再度米国留学し、ハーバードメディカルスクールとカリフォルニア大学医学部に編入。現在は米国心臓協会正会員、日本循環器学会正会員、JASRAC正会員。[1]
- 村田勝美（ドラム）
愛称・カッちゃん。京都府生まれ、滋賀県大津市育ち。弟は元・プロボクサーの村田英次郎。
- 峯井貴史（ベース）（愛称・ミネくん）
みねい たかし。1953年3月12日生まれ。東京都出身。 後に「峰井貴史」に改名し、事務所の後輩である「アニメーション」の徳永じゅんと共に、1977年に「黒沢明とロス・プリモス」に加入し、1979年までコーラス&ギターとして活動。その後、1982年に「ロス・プリモス」に再加入した。 尚、作曲家として活動する際の名前は平仮名で「みねい たかし」。
- 杉征夫（ベース）
すぎ ゆきお。愛称・スギさん。脱退後つのだ☆ひろとスペースバンドに加入。

解散後リューベン＆カンパニーを経て来生たかお、アンルイス、桑名正博、ジョー山中等のコンサート、レコーディング セッション。 再結成後のフォーリーブスのツアーにも。The Lowgunsを結成、とセッション活動中。三軒茶屋で音楽食堂 夢弦を経営。
- 元持勲（サイドギター）
もともち いさお。グループ加入以前は、音楽家兼ピアニストの栗原茂に師事して音楽を学んだ。伯母が清川虹子。
現在ハワイ在住。地元日本語ラジオKZOO放送、毎週現地時間16時30分から2時間、

『Isaoと京子の弾丸炸裂トーク』に出演中。
また、
ツアー会社を経営、自ら運転しガイドもする。
ジャニーズに所属していたことから芸能界の裏話、
日･米のプロ野球の話題など豊富な話題で、
リスナー、ツアー客の人気を集める。
週に数回レストランでの弾き語りも好評。
- 横内健亨（ギター）
よこうち たけひろ。 後に「ウォッカ・コリンズ」→「オレンジ」→「TENSAW」といったバンドへ次々に参加したり、ムッシュかまやつのバックを担当した。 現在は「横内タケ」に改名。
- この他にもまだ数名が参加。メンバー構成は実に流動的で入れ替わりが激しく、最終的には延べ15名以上の人間が参加した。

## 脱退メンバー
- 粟野敏和（あわの としかず。粟野トムの兄）
- 粟野トム（あわの とむ。粟野敏和の弟）
- 佐山たけし（ドラム）
途中から「佐山タケシ」に改名。喜劇俳優・佐山俊二の長男。後にマジシャンに転向。
- 新庄一（ベース）
しんじょう はじめ。脱退後は「新庄ハジメ」に改名して、1970年10月に「寺内タケシとブルージーンズ」に加入。バンド「ザ・スピリッツ」の新城みのる（本名：新城一）は別人。
- 山岡国士（途中から「山丘邦夫」に改名。本名は山岡國士。）（エレクトーン）
- 永田英二（愛称・英坊、英ちゃん）
一時期、「永田英二とハイソサエティー」として、ボーカルで参加していた。当時中学1年生。
- 柳瀬薫（ドラム）
すぐに脱退して半年ほど事務所を離れた後、「やなせかおる」の名で「ジューク・ボックス」のメンバーとして復帰した。

## 概要
- 1966年結成。 同年8月から日本劇場の「ウエスタン・カーニバル」に出演し始め、ジャニーズのバックバンドとして活動。1968年8月からはフォーリーブスのバックバンドとなり、1972年まで延べ18回連続での出演を果たした。
- 1968年9月、永田英二をボーカリストに迎え、一時期だけ「永田英二とハイソサエティー」の名で活動。
- 1970年11月、CBSソニーから、いきなりLPレコードでデビュー。
- 1971年10月、CBSソニーの新レーベル「EPIC」の第1号タレントとしてシングルレコード発売。 1971年度のレコード会社内での新人賞を受賞。
- 1973年、永田英二を正式にボーカリストに迎え入れた新たなバンド「スーパーエイジス」を発足するため、高橋と村田が脱退。 しばらく残りのメンバーだけで「ハイソサエティー」として活動していたが、同年にバンド名を新たに「アニメーション」に改名した。

## ディスコグラフィ

### シングル
- 不思議な恋の物語 c/w 君を奪いたい（高橋洋一ソロ）（1971年10月、EPIC）

### アルバム
- 世界へジャンプ! ハイソ・サンライズ・プレゼント（1970年11月21日、CBSソニー）
- ハイソサエティー・ファースト・ヒット・アルバム 不思議な恋の物語/ハロー・ハロー・ハロー（1970年11月21日、EPIC）

## 主な出演作品

### ミュージカル
- フォーリーブス・ライブ・ミュージカル―少年たちシリーズ―『生きていくのは僕たちだ!』
（1972年1月、帝国劇場、芸術祭参加作品）
- ミュージカル『僕がうたうとき!』（1972年8月）

### 日本劇場でのステージ
- 第30回ウエスタン・カーニバル（1966年8月27日 - 9月2日）
- 第31回新春日劇ウエスタン・カーニバル（1967年1月15日 - 21日）
- 第33回ウエスタン・カーニバル（1967年8月26日 - 9月1日）
- 第34回ウエスタン・カーニバル（1968年1月15日- 22日）
- 第35回ウエスタン・カーニバル（1968年5月4日- 10日）
- 第36回ウエスタン・カーニバル（1968年8月26日- 9月2日）
- 第37回ウエスタン・カーニバル（1969年1月14日- 21日）
- 第38回ウエスタン・カーニバル（1969年5月5日- 12日）
- 第39回ウエスタン・カーニバル（1969年8月25日- 9月1日）
- 第40回ウエスタン・カーニバル（1970年1月15日 - 22日）
- 第41回ウエスタン・カーニバル（1970年5月2日 - 8日）
- 第42回ウエスタン・カーニバル（1970年8月25日 - 9月1日）
- 第43回日劇新春ウエスタン・カーニバル（1971年1月15日 - 22日）
- 第44回日劇ウエスタン・カーニバル～みんなで踊ろう!（1971年4月23日 - 29日）
- 第45回ウエスタン・カーニバル（1971年8月27日 - 9月2日）
- 第46回ウエスタン・カーニバル（1972年1月15日 - 22日）
- 第49回ウエスタン・カーニバル（1973年5月4日）